# Övre Sjön, Härjedalen
Övre Sjön är en sjö i Härjedalens kommun i Härjedalen och ingår i Ljusnans huvudavrinningsområde. Sjön har en area på 0,313 kvadratkilometer och ligger 786,4 meter över havet. Sjön avvattnas av vattendraget Anån.

## Delavrinningsområde
Övre Sjön ingår i det delavrinningsområde (695073-134347) som SMHI kallar för Utloppet av Övre Sjön. Medelhöjden är 934 meter över havet och ytan är 6,73 kvadratkilometer. Räknas de 3 avrinningsområdena uppströms in blir den ackumulerade arean 38,86 kvadratkilometer. Anån som avvattnar avrinningsområdet har biflödesordning 3, vilket innebär att vattnet flödar genom totalt 3 vattendrag innan det når havet efter 381 kilometer. Avrinningsområdet består mestadels av skog (32 procent) och kalfjäll (63 procent). Avrinningsområdet har 0,31 kvadratkilometer vattenytor vilket ger det en sjöprocent på 4,6 procent.